# Anaka blada
Anaka blada är en insektsart som beskrevs av Irena Dworakowska 1993. Anaka blada ingår i släktet Anaka och familjen dvärgstritar. Inga underarter finns listade i Catalogue of Life.